# Allocerastichus fasciata
Allocerastichus fasciata is een vliesvleugelig insect uit de familie Eulophidae. De wetenschappelijke naam is voor het eerst geldig gepubliceerd in 1978 door Hedqvist.